# Abida elegantissima
Abida elegantissima ist eine Art der Kornschnecken (Chondrinidae) aus der Unterordnung der Landlungenschnecken (Stylommatophora). Die Art besitzt das schlankeste Gehäuse von allen Arten der Gattung Abida. Sie ist bisher nur von der Typlokalität in Katalonien bekannt.

## Merkmale
Das sehr schlank spindelförmige Gehäuse ist 8,9 bis 10,9 mm hoch und 2,3 bis 2,7 mm breit. Die maximale Breite wird etwa in halber Gehäusehöhe erreicht. Die 10 bis 11 Windungen sind mäßig gewölbt. Der Mündungsrand ist durch eine weiße Lippe stark verdickt, die jedoch nicht schwellenförmig ist. Die Mündungsränder sind im Nackenbereich durch einen schwachen Kallus miteinander verbunden. Die Mündungsbewehrung besteht aus +„Zähnen“. Die Angularis ist nur schwach entwickelt. Sie kann mit der Spiralis verbunden sein, oder die Falten sehen separat. Es ist außerdem eine schwache Subangularis vorhanden. Die Parietalis ist am Vorderrand sehr niedrig, wird jedoch nach hinten in die Mündung hinein wesentlich höher. Häufig ist eine Infraparietalis angedeutet. Im Spindelbereich ist die Columellaris etwas länger als die Infracolumellaris, sie erreicht oft die Mündungslippe. Im unteren Teil der Mündung ist eine Basalis ausgebildet. Im Gaumenbereich sind die Infrapalatalis, die Palatalis inferior und die Palatalis superior als Doppelhöcker entwickelt und reichen an die Mündungslippe heran. Häufig kommt noch eine Suprapalatalis vor, selten dagegen eine schwache Suturalis. Außerdem sind meist noch einige Randfältchen vorhanden. Der letzte und oft auch schon der vorletzte Umgang des Gehäuses sind schief abgeflacht und eingeengt. Die sehr kurze Basis des Gehäuses besitzt einen schwach Kiel. In der Seitenansicht ist der Palatalrand der Mündung leicht nach hinten abgeknickt. Der Nabel ist sehr eng. Schlechtsapparat und Radula sind nicht bekannt.

### Ähnliche Arten
Abida elegantissima unterscheidet sich von allen anderen Abida-Arten durch das sehr schlank spindelförmige Gehäuse. Abida secale affinis ist noch ähnlichsten, diese Unterart ist unterscheidet sich jedoch durch die Mündungsbewehrung (lange Columellaris und, Basalis vorhanden).

## Geographische Verbreitung und Lebensraum
Die Art ist bisher nur vom Locus typicus in den Coli de Sta. Maria, Sierra de Finestras, westlich von Bañolas, Provinz Gerona, Katalonien bekannt.

## Taxonomie
Das Taxon wurde 1973 von Edmund Gittenberger als Abida secale elegantissima aufgestellt. Er merkte an, dass ihm (noch) keine Übergangsformen zu anderen Unterarten der Roggenkornschnecke (Abida secale) bekannt waren. Nach molekulargenetischen Daten ist Abida elegantissima das Schwestertaxon einer Klade, die Abida pyrenaearia, Abida gittenbergeri und Abida cylindrica umfasst. Bas Kokshoorn und Edmund Gittenberger schlugen daher 2012 vor, das Taxon in den Rang einer Art anzuheben.

## Belege